# Knucks
Ashley Afamefuna Nwachukwu, plus connu sous son nom de Knucks, est un rappeur, chanteur et producteur musical britannique, né le 12 novembre 1994 à Londres

## Biographie

### Jeunesse
Knucks est né le 12 novembre 1994 à Londres et est d'origine igbo nigériane. Au début des années 2000, alors qu'il vivait dans le centre-ville de Londres, Knucks s'est intéressé à la musique grime et effectuait des relais de 8 mesures avec des amis pendant et après l'école. En 8e année, Knucks est allé dans un internat nigérian, où son amour de la musique s'est développé davantage. À son retour à Londres à l'âge de 14 ans, Knucks découvre Illmatic de Nas et la musique de Curren$y et passe du grime au rap.
Il s'est produit devant un public pour la première fois à l'âge de 16 ou 17 ans, lors d'une soirée open mic organisée par Regent Studios à South Kilburn.[réf. nécessaire]

### 2014-2018,Killmaticet sorties single
En 2014, il a sorti sa première mixtape Killmatic, le titre étant une pièce de théâtre sur sa ville natale de Kilburn et sur l'album Nas Illmatic . L'année suivante, il sort la chanson « 21 Candles » sur SoundCloud. La chanson a été une percée mineure pour Knucks, avec sa première vidéo musicale sur SB.TV en mars 2016. Entre 2015 et 2018, Knucks continuera à sortir une série de singles, dont Breakfast at Tiffany's, Turnover, Vows et le single Hooper assisté par Not3s.

### 2019-20:NRG 105etclasse de Londres
En 2019, Knucks a signé un contrat d'enregistrement avec Young Entrepreneurs Records et Island Records, sortant son premier EP NRG 105 en mai de la même année. Intitulé en l'honneur du défunt manager des Knucks, Nathan "NRG" Rodney, l'EP est soutenu par les singles "Rice & Stew" et "Wedding Rings". Il comporte dix morceaux (comportant 4 Interlude/Sketchs), dont des collaborations avec Oscar #Worldpeace et Wretch 32. "Home", l'outro de l'EP, a été certifié Argent par la British Phonographic Industry (BPI) en 2023.
Knucks a quitté le label en 2020 et est redevenu indépendant, sortant son second EP London Class en septembre 2020. Inspiré de la série télévisée sud-coréenne Itaewon Class, l'EP comprend douze titres (dont quatre étaient des sketches, similaires à NRG 105), avec des apparitions invitées de Sam Wise, KXYZ, Loyle Carner, Venna et Kadiata.

### Depuis 2021:Los Pollos HermanosetAlpha Place
En 2021, Knucks a sorti Los Pollos Hermanos, un single inspiré de la chaîne de restauration rapide fictive Los Pollos Hermanos. Le single a été une percée pour Knucks et a été certifié Or par le BPI. En mai 2022, il sort son premier album Alpha Place, qui présente des apparitions invitées de SL, Youngs Teflon, M1llionz, Sainté et Stormzy. Los Pollos Hermanos a été inclus en titre bonus. Sept mois plus tard, le 9 décembre, la version deluxe d' Alpha Place est sortie avec le morceau "Lucious" assisté par Kwengface précédemment publié et un nouveau morceau intitulé Don't Look Up. Alpha Place a été certifié Argent par le BPI en juillet 2023.
Knucks apparait en fin d'année 2023 sur le titre Qui ? avec La Fève sur son album 24.

## Discographie

### Album Studio
- ALPHA PLACE (2022)

### EP's
- NRG 105 (2019)
- London Class (2020)

### Mixtape
- Killmatic (2014)